# Polygala ventanensis
Polygala ventanensis är en jungfrulinsväxtart som beskrevs av Grondona. Polygala ventanensis ingår i släktet jungfrulinssläktet, och familjen jungfrulinsväxter. Inga underarter finns listade i Catalogue of Life.